# 1985 في إيران
فيما يلي قوائم الأحداث التي وقعت خلال عام 1985 في إيران.

## سياسة

### تعيين في المنصب
- 5 مايو – حسين علي المنتظري المرشد الأعلى للثورة الإسلامية.

## مواليد

### يناير
- 1 يناير – بيام فيلي
- 1 يناير – هيلا صديقي رسامة إيرانية.
- 10 يناير – مهرزاد معدنتشي لاعب كرة قدم إيراني.
- 10 يناير – ميلاد ميداوودي لاعب كرة قدم إيراني.
- 20 يناير – إحسان حدادي منافِس أوليمبي إيراني.
- 27 يناير _ عبد الله بوشهري ممثل إيراني.
- 31 يناير – أحمد حسن زاده لاعب كرة قدم إيراني.

### فبراير
- 9 فبراير – بيرانغ صفري لاعب كرة قدم سويدي.
- 21 فبراير – عادل كلاه كج لاعب كرة قدم إيراني.

### مارس
- 11 مارس – أكبر صادقي لاعب كرة قدم إيراني.

### أبريل
- 8 أبريل – أحمد أهي لاعب كرة قدم إيراني.
- 20 أبريل – إحسان جامي سياسي هولندي.
- 30 أبريل – زهرة نعمتي نبّآلة إيرانية.

### مايو
- 1 مايو – سعيد كمالي دهقان صحفي إيراني.
- 13 مايو – محسن يكانه
- 19 مايو – حامد حدادي لاعب كرة سلة إيراني.
- 22 مايو – صانع جاله
- 25 مايو – مهرداد أولادي لاعب كرة قدم إيراني.

### يوليو
- 19 يوليو – هادي نوروزي لاعب كرة قدم إيراني.
- 27 يوليو – محمد رضائي سبّاح إيراني.

### أغسطس
- 24 أغسطس – حميد سوريان مصارع هاوي إيراني.

### سبتمبر
- 23 سبتمبر – حسين كعبي لاعب كرة قدم إيراني.
- 27 سبتمبر – مريم زكريا

### أكتوبر
- 17 أكتوبر – باران كوثري ممثلة إيرانية.

## وفيات

### أغسطس
- 29 أغسطس – غلام رضا روحاني (مواليد 1897) شاعر إيراني.

### نوفمبر
- 23 نوفمبر – غلام حسين ساعدي (مواليد 1936) كاتب إيراني.